# ヘンリー・ベネット (初代アーリントン伯)

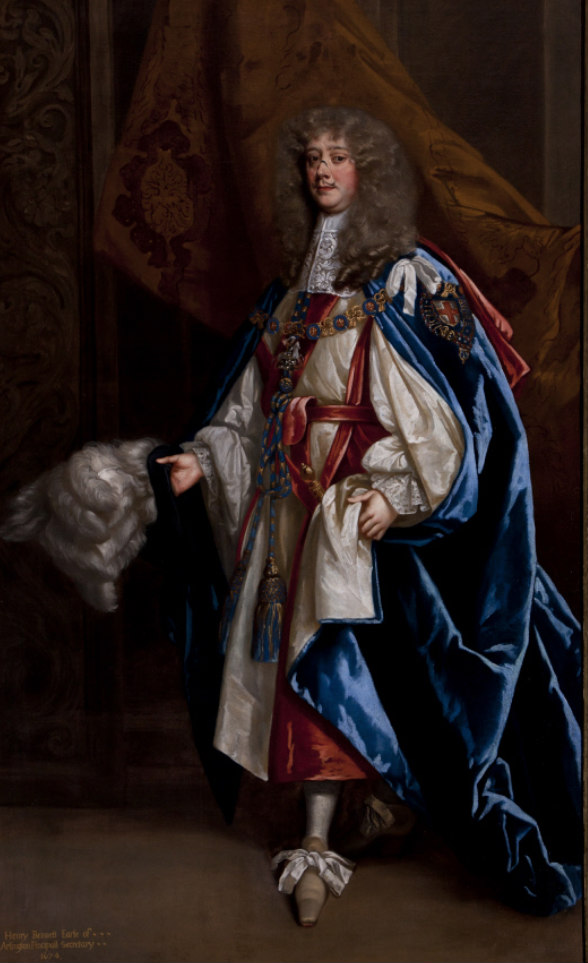
初代アーリントン伯ヘンリー・ベネット

初代アーリントン伯爵ヘンリー・ベネット（英: Henry Bennet, 1st Earl of Arlington, KG, PC, 1618年 - 1685年7月28日）は、イングランドの貴族・政治家。サー・ジョン・ベネットの子。

## 生涯
ウェストミンスター・スクールとオックスフォード大学のクライスト・チャーチで学び、1643年から清教徒革命（イングランド内戦）で王党派として参戦、王党派が敗れ議会派によるイングランド共和国が成立すると1650年に大陸へ亡命、1654年にチャールズ王太子（後のチャールズ2世）の秘書になった。
1658年に駐西大使としてスペインに赴任、スペインを王党派支援にさせるべく尽力したり、翌1659年にチャールズの命令でピレネー条約交渉の現場に赴き、スペインとフランスの後ろ盾を獲得しようとしたが、いずれも失敗している。しかし、同年に共和国が混乱の内に崩壊して1660年に王政復古が成立すると、1661年にチャールズ2世から呼び戻され帰国、翌1662年に南部担当国務大臣に任命、1663年にアーリントン男爵に叙爵された。
外交では親スペインかつ反オランダの立場から穏健派のクラレンドン伯爵エドワード・ハイドの政権を攻撃、第二次英蘭戦争を開始させたが、一方でオラニエ＝ナッサウ家庶流のローデウェイク・ファン・ナッサウ＝ベーフェルウィートの娘エリザベスと結婚、1667年に第二次英蘭戦争が終わりクラレンドンが失脚するとチャールズ2世の新たな側近として台頭した（Cabal、他にクリフォード男爵、バッキンガム公、シャフツベリ伯、ローダーデイル公）。フランスがネーデルラント継承戦争を勃発させると、反フランスとしてウィリアム・テンプルと協力して三国同盟を成立させてフランスを牽制した。
1670年にチャールズ2世が親フランスに転向してフランス王ルイ14世とドーヴァーの密約を締結すると、反フランスの立場に関わらず署名、1672年にアーリントン伯爵に昇格、オランダ侵略戦争及び第三次英蘭戦争が始まるとオランダ総督ウィレム3世（後のウィリアム3世）の下へ和睦使節として派遣され、イングランド・フランスがオランダ領の大半を奪った上で、ウィレム3世を両国の保護下に置いてオランダの支配者にすることを伝えた。しかし交渉は決裂、1674年に戦争方針を巡りチャールズ2世と議会が対立すると、チャールズ2世の側近であることから議会から弾劾、無効となったが国務大臣を辞任、宮内長官に転任したが政界への影響力を失い、1685年に死去。
爵位と遺産は一人娘でチャールズ2世の庶子のグラフトン公ヘンリー・フィッツロイと結婚していたイザベラ・ベネットが相続、ヘンリーとイザベラとの間に生まれた外孫チャールズとその子孫に受け継がれていった。また、官僚のウィンストン・チャーチルはアーリントンとの知己を利用して子供達を宮廷に出仕させ、娘アラベラはチャールズ2世の弟のヨーク公ジェームズ（後のジェームズ2世）の愛人となり、息子ジョンはヨーク公に仕え軍人として出世、マールバラ公に叙爵された。